# 谭嗣同

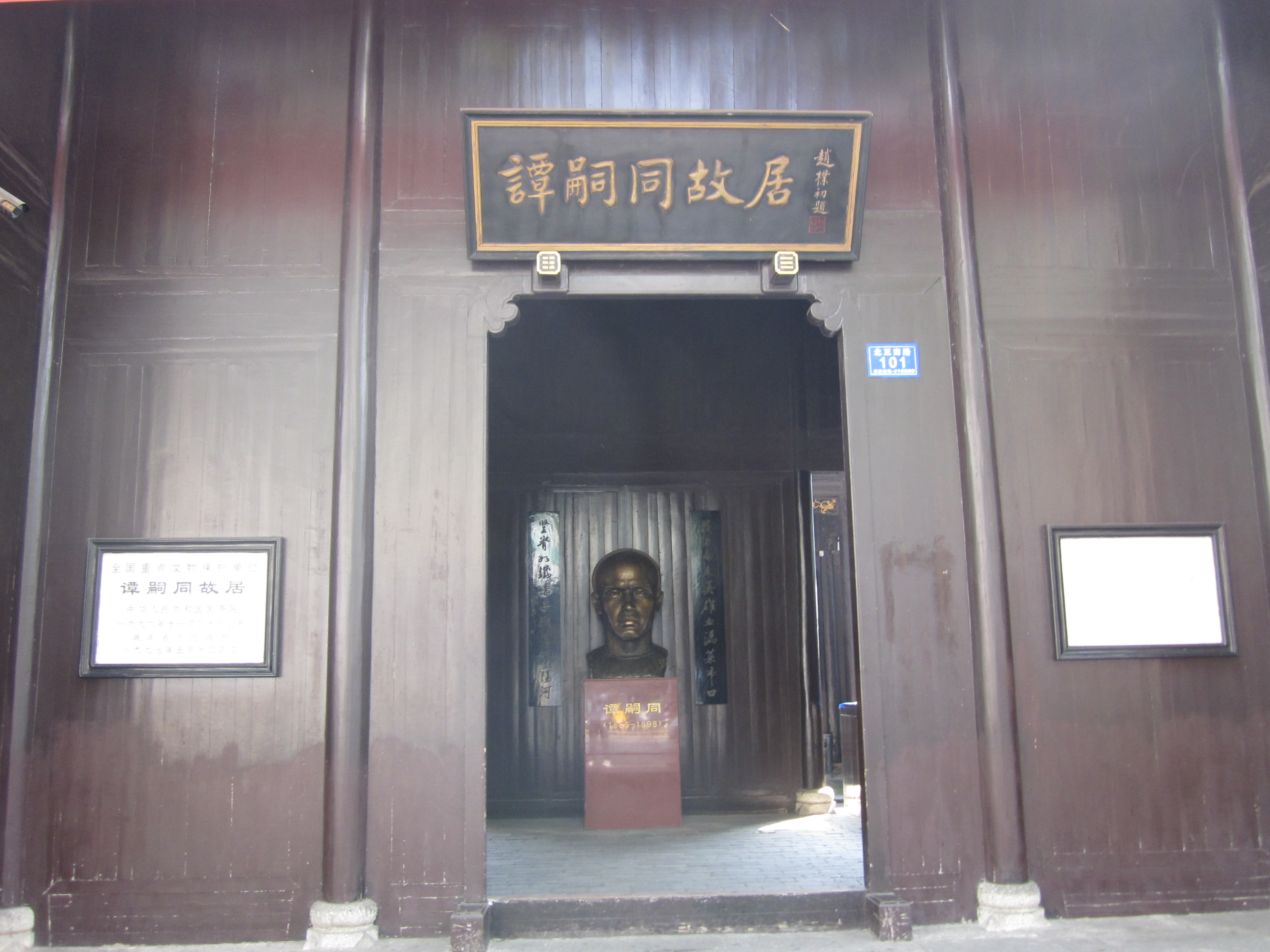
湖南省瀏陽市的譚嗣同故居。

譚嗣同（1865年3月10日—1898年9月28日），字復生，號壯飛，齋名莽蒼蒼齋，湖南長沙瀏陽人，出身世家，與陳三立、譚延闓並稱「湖湘三公子」。清末百日維新人物，維新四公子及戊戌六君子之一。
譚嗣同还被称为清末维新四公子，另外三人是湖南巡撫陳寶箴之子陈三立、禮部侍郎徐致靖之子徐仁铸、兩廣總督陶方之之子陶葆廉。後二人有異說。

## 生平
清朝同治四年農曆二月十三日（公元1865年3月10日），譚嗣同出生於北京宣武城南孏眠胡同家邸中。他的父親譚繼洵時為朝廷官員，曾出任戶部郎中、甘肅道台、湖北巡撫等職。
譚嗣同五歲讀書，十五歲學詩，二十歲學文。早年得力於母教，鑽研儒家典籍，廣泛涉獵文史百科，對國學深有造詣。同時又致力探討自然科學，鄙視科舉，喜好今文經學。後又往來於疆、隴、秦、直、豫、鄂、湘、蘇、贛等地，察視風土，結交名士，有「風景不殊，山河頓異；城郭猶是，人民複非」的感慨。少年與繼母不甚相得，遂養成內斂的性格。
十三歲時，他隨父親第一次回到家鄉瀏陽，給母親掃墓，便留在家鄉，師從當地著名學者歐陽中鵠、塗啟先、劉人熙。同时，他还拜师王正谊（大刀王五）和胡致廷（通臂猿胡七），学习武术。
1883年，他于湖北与妻子李闰完婚，婚后他耗时10年，行程8万里，走遍了全国各地。
1895年中日签订《马关条约》，他异常不满，努力提倡新学，呼号变法，并在家乡和欧阳中鹄、唐才常等组织「算学社」，聚集同志讲求钻研，同时在南台书院设立史学、掌故、舆地等新式课程，开湖南全省维新风气之先。1896年2月入京，结交梁启超、翁同龢等人。之后，他父亲为他捐官江苏候补知府，供职江寧。
1896年底重回金陵，闭户养心读书，成《仁学》2卷。（梁啟超言，譚嗣同曾兩渡臺，其所著仁學，初題：臺灣人所著書）1897年，他接受了湖南巡抚陈宝箴邀请，和唐才常等人设立时务学堂，筹办内河轮船、开矿、修筑铁路等新政。1898年，创建南学会、事务学堂、武备学堂、4月和唐才常、熊希龄等主办《湘报》，积极宣传变法，成為维新運動的激進派。维新运动时期，《湘报》和上海《时务报》、天津《国闻报》三足鼎立，是全国最有影响力的三大维新报刊。同年4月，得翰林院侍讀學士徐致靖推荐，被徵入京，擢四品卿銜軍機章京，與林旭、楊銳等人参與新政，時號「軍機四卿」。
當宫中后黨密謀政變，光绪帝傳密詔康有為等設法相救時，即「拔刀以救上自任」。9月18日夜，他前往法華寺爭取袁世凱支援，殺榮祿、囚慈禧，不料袁世凱向榮祿告密。有說其實日間已有守舊派楊崇伊上書請太后訓政，袁世凱了解到太后已知，畏罪才告發。變法失败後，梁启超避祸日本使馆，劝说一同出逃但遭拒绝，“各国变法，无不从流血而成，今中国未闻有因变法而流血者，此国之所以不昌也。有之，请自嗣同始！”，大刀王五一再劝说出逃，均被拒绝，“不有行者，无以图将来；不有死者，无以酬圣主”，1898年9月28日，榮祿親信貽穀請奏：请求速行斬決维新人士，同日，在北京宣武門外的菜市口刑場英勇就義，臨刑前高呼：“有心殺賊，無力回天。死得其所，快哉快哉！”當劊子手要臨刑之際，譚嗣同突然大喊一聲：「吾有一言！」當時劊子手詢問在當時對維新派恨之入骨的監斬官剛毅，是否等譚嗣同說完，無奈剛毅不予理會，譚嗣同英勇就義，這句話也因此成了千古之謎。同时被害的维新人士還有林旭、楊深秀、劉光第、楊銳、康廣仁，六人并稱“戊戌六君子”。後人将其著作编為《譚嗣同全集》。
譚嗣同年少時曾隨大刀王五學習武術，而王五為人樂仗義行俠，喜結交維新人士，1898年戊戌變法失敗，八月，譚嗣同曾和大刀王五合謀拯救光緒帝未成。被害後，王五冒風險為其收屍，並運回湖南瀏陽家鄉安葬，一時成為京師美談。

## 著作
譚曾著《仁學》一書，認為世界是由物質的原質所構成，其本體是「仁」，世界的存在和發展都是由於「仁」的作用，故稱其哲学為「仁學」。「仁」是萬物之源，「以通為第一義」。
而「以太」則是溝通世界成為一個整體的橋樑。由於「以太」「不生不滅」，所以就肯定了自然界和人類社會不是靜止的、停頓的，而是不斷運動、變化和發展的，批判了「天不變，道亦不變」的頑固思想，從變易中論証其改革社會制度的政治理想。
并且认为儒学「名教」是维护专制主义的精神支柱，号召人们冲决君主、伦理、利禄、俗学、天命、佛法等专制网罗。对秦汉以来专制制度的抨击尤为猛烈，认为君主专制是一切罪恶的渊薮，提出「彼君之不善，人人得而戮之」。在批判专制制度的同时，还提出了发展资本主义的政治、经济以及变法等主张。
《仁學》一書還有驚人之議：“二千年來之政，秦政也，皆大盜也；二千年來之學，荀學也，皆鄉愿也。惟大盜利用鄉愿，惟鄉愿工媚大盜。”
其候刑时，据说曾题诗“望门投止思张俭，忍死須臾待杜根。我自横刀向天笑，去留肝胆两昆仑。”此诗在當時刑部司員唐烜《留庵日鈔》中記為：「望門投宿鄰張儉，忍死須臾待樹根，吾自橫刀仰天笑，去留肝膽兩崑崙。」黄彰健考《康梁演义》小說有另一版本：“望門投趾憐張儉，直諫陳書愧杜根。手掷欧刀仰天笑，留将公罪后人论。”。

## 家世
先祖譚逢琪、譚世昌，曾祖譚文明，祖父譚學琴，父親譚繼洵。
大哥譚嗣貽，二哥譚嗣襄；大姐譚嗣懷，二姐譚嗣淑。
夫人李闰（1865-1925）为中国女学会的倡办者之一，两人有一子早夭。

## 紀念建築

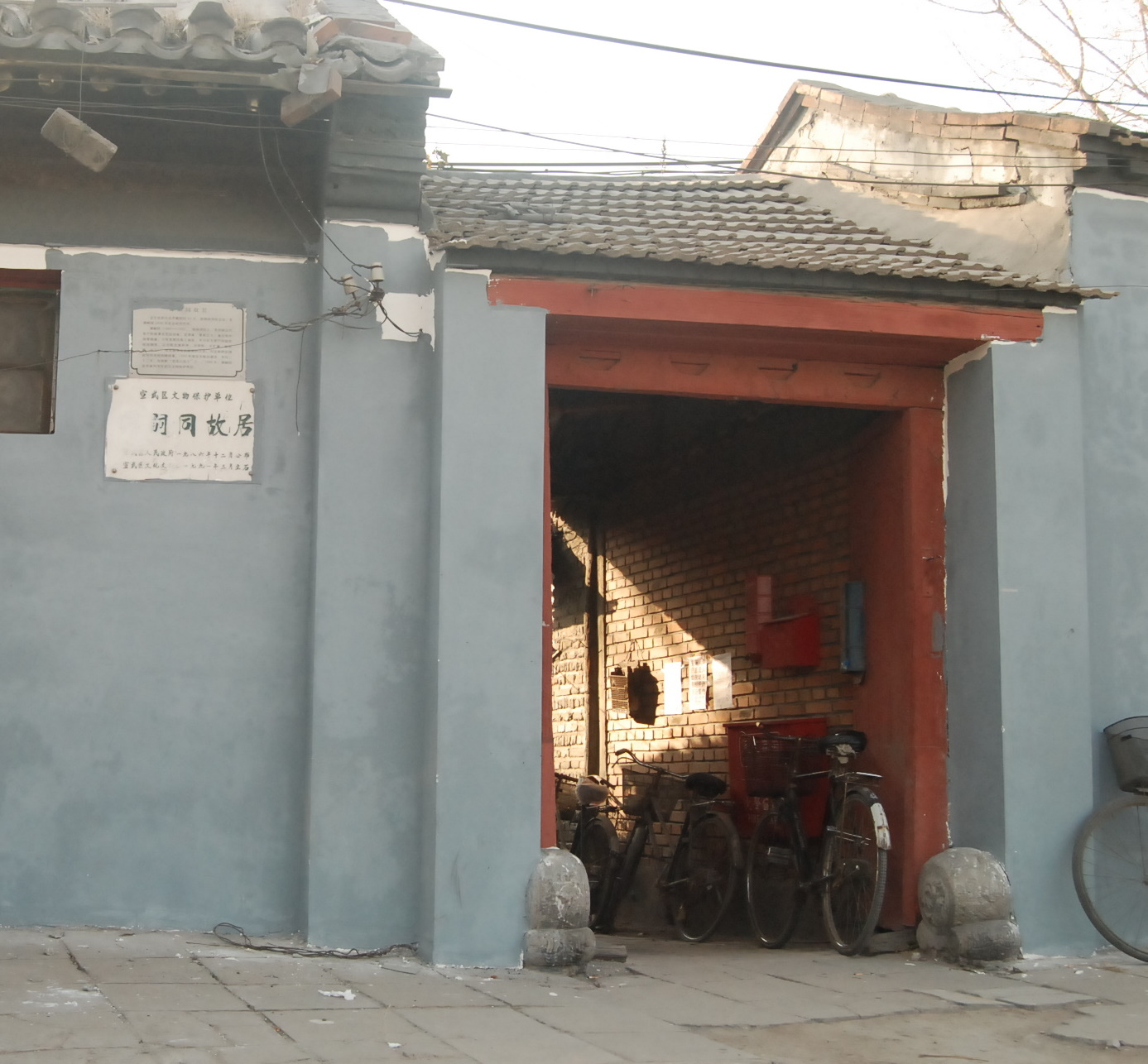
北京譚嗣同故居

- 湖南省浏阳市谭嗣同故居，谭嗣同的成长之地。谭嗣同墓坐落在湖南省长沙浏阳市荷花街道嗣同村石山组一山坡上。谭嗣同祠坐落在湖南省浏阳市才常路89号。
- 北京譚嗣同故居原在北半截胡同41号，现位于菜市口大街西侧。

## 艺术作品改編
譚嗣同事跡曾被改編為不少影視戲劇，亦有文學作品的描述：
| 年份 | 片名/書名            | 演員   | 導演/作者    | 類型               |
| 1973 | 大刀王五             | 岳華   | 張徹、鮑學禮 | 邵氏電影           |
| 1976 | 瀛台泣血             | 岳華   | 李翰祥       | 邵氏電影           |
| 1976 | 近代豪俠傳之大刀王五 | 劉松仁 | 李鼎倫       | 香港無線電視製作   |
| 1984 | 譚嗣同               | 達式常 | 陳家林       | 長春電影製片廠製作 |
| 1993 | 一刀傾城             | 狄龍   | 洪金寶       | 武打電影           |
| 1999 | 英雄之廣東十虎       | 林祖輝 | 曾謹昌等     | 香港亞洲電視製作   |
| 2003 | 英雄·刀·少年         | 黃宗澤 | 陳新俠等     | 香港無線電視製作   |
| 2000 | 北京法源寺           |        | 李敖         | 李敖出版社出版小說 |
| 2015 | 北京法源寺           | 賈一平 | 田沁鑫       | 舞台劇             |

## 延伸阅读
[在维基数据编辑]
 在维基文库阅读此作者作品（ 在维基共享资源阅览影像）
 《清史稿/卷464》，出自趙爾巽《清史稿》